# San Benito (Santander)
San Benito es un municipio colombiano del departamento de Santander ubicado en la provincia de Vélez, a 214 km de distancia de Bucaramanga, capital del departamento. A San Benito se le conoce como «Sol y Sombra de Santander».
Este municipio de vocación panelera se encuentra en medio de la hoya del río Suárez, a una altitud de 1200 m s. n. m., y cuenta con 3986 habitantes.

## Historia
En el año de 1592, Martín Galeano, quien era muy devoto de San Benito de Palermo, fundó el poblado de San Benito en el territorio que separaba a los indios Guanes de los Chipateas y los residentes de la región de Guepsa, que correspondían a las ruinas del pueblo Agatá.
San Benito se elevó a la categoría de pueblo en 1751, y en 1776 llegó el primer Párroco, Don Manuel Nicolas Roel y Velazco, lo que elevó al municipio a categoría de Parroquia.

## Límites
- Norte: Municipios de Aguada y Guadalupe.
- Sur: Municipio de Güepsa.
- Oriente: Municipio de Suaita, el corregimiento de San José de Suaita y el departamento de Boyacá.
- Occidente: Municipios de Aguada y La Paz.

## División Político-Administrativa
Además de su Cabecera municipal. San Benito tiene bajo su jurisdicción los siguientes Centros poblados:
- Las Carreras
- Las Casitas
- San Benito Nuevo

## Fiestas y tradiciones
- Día del Campesino: Se celebra en el mes de agosto.

El municipio de San Benito es de tradición panelera, por lo que son tradicionales los cañaduzales y trapiches. También son característicos de su paisaje los árboles de anacoque.

## Lugares de interés
- El Carbonero
- Parque natural San Victorino
- Parque acuático
- Río Suárez